# Marilyn Cochamanidis
Maricruz Cochamanidis Canelas nacida en (Santa Cruz de la Sierra,Bolivia el 26 de abril de 1959) es una empresaria boliviana, presidente representante de la   Real Academia de Gastronomía en Bolivia.

## Biografía
Hija de Jorge Cochamanidis Saucedo y Yolanda Canelas Banegas. Obtuvo la segunda nacionalidad griega obedeciendo a sus ancestros por linaje de su abuelo paterno. Ingreso a sus estudios universitarios en Administración de empresas en la Universidad Federal de Río de Janeiro.

## Carrera

### Galery
Se destaca en el medio empresarial como una de las primeras mujeres empresarias de Éxito en su país. Prototipo de Empresaria hecha a sí misma. En 1990 fundó la primera empresa de indumentaria bajo el sistema de venta “Puerta a Puerta”. GALERY, empresa que por más de 15 años generó trabajo a más de mil mujeres de escasos recursos quienes encontraron bajo este emprendimiento una fuente de trabajo y de ingreso. Bajo esta actividad, innovo en las presentaciones de colección con sofisticados desfiles de moda, exposición de escaparates y todo lo relacionado con la evolución del sector. “GALERY ha sido exponente empresarial de apoyo a la mujer Boliviana, creando fuentes de trabajo y desarrollo para satisfacer la necesidad femenina de valoración  y crecimiento profesional y así ser actoras importantes al aporte económico de sus familias y de una comunidad en crecimiento, que demanda cada vez de su intervención para sentar las bases de principios y valores que aseguren una sociedad digna para nuestros hijos.”

### Bienes Raíces
Además del Negocio Comercial, incurrió en el Negocio Inmobiliario. Creadora del Condominio Alto Las Palmas Residencias en su ciudad natal. Condominio que destaca por su concepto exclusivo de arquitectura Contemporánea. Calidad triple AAA, ofreciendo un estilo de vida respetuoso de la naturaleza y antiguos bosques. 74 unidades, todas diferenciadas, logrando fachadas distintas generando la exclusividad necesaria para sus clientes. Otro emprendimiento llamado Palma Canaria, también viviendas unifamiliares de gran calidad.  

### Filantropía
Discreta a la hora de mostrar sus logros en este sentido. Participa de manera anónima en las actividades y o logros realizados en su ciudad natal.

### Institucionalidad
Marilyn Cochamanidis es representante y ejerce como directora para Bolivia al Consejo Empresarial Alianza por Iberoamérica CEAPI. Institución reconocida por su alto Nivel Empresarial y Gestora de un networking de negocios. Representa a la Real Academia de Gastronomía Española como presidenta para Bolivia. Delegada de la Asociación Internacional para la Cooperación Turística ASICOTUR en Bolivia.